# Alejandro Speitzer

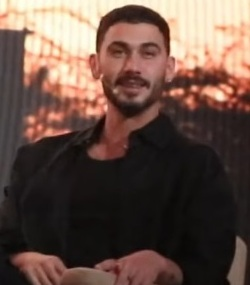
Alejandro Speitzer, 2024

Alejandro Speitzer (* 21. Januar 1995 in Culiacán) ist ein mexikanischer ehemaliger Kinderdarsteller und Schauspieler, der für seine Rollen in den Netflixserien Der Club und Dunkle Leidenschaft bekannt wurde.

## Leben und Wirken
Speitzer spielte seine erste Rolle im Alter von 5 Jahren in der mexikanischen Miniserie Rayito de luz. Im folgenden Jahr spielte er in knapp 90 Folgen der Telenovela Aventuras en el tiempo. Zwischen 2009 und 2019 spielte er in verschiedenen mexikanischen Fernsehserien, wie Bajo las riendas del amor, La rosa de Guadalupe, Guerra de ídolos und Enemigo íntimo. 2017 war er in dem von ihm produzierten Film Me gusta, pero me asusta in der Rolle des Brayan zu sehen, für den er für seine schauspielerischen Leistungen in der Kategorie Bester männlicher Newcomer von der Asociación de Periodistas Cinematográficos de México (Verband der Filmjournalisten von Mexiko) ausgezeichnet wurde. 2018 war er in Wir sind Champions zu sehen. 2019 spielte er eine Hauptrolle in der Netflixserie Der Club, seit 2020 ist er in der ebenfalls für Netflix produzierten Serie Dunkle Leidenschaft in einer Hauptrolle zu sehen.
Sein Bruder Carlos Speitzer ist ebenfalls Schauspieler. Alejandro Speitzer ist mit der spanischen Schauspielerin Ester Expósito liiert, mit der er bei den Internationalen Filmfestspielen von Venedig 2020 auftrat.

## Filmografie (Auswahl)
- 2000: Rayito de luz (Miniserie, vier Folgen)
- 2001: Aventuras en el tiempo (Fernsehserie, 89 Folgen)
- 2001–2005: Mujer, casos de la vida real (Fernsehserie, sechs Folgen)
- 2002: Cómplices al rescate (Fernsehserie, 26 Folgen)
- 2008–2012: La rosa de Guadalupe (Fernsehserie, 8 Folgen)
- 2009: Atrévete a soñar (Fernsehserie, fünf Folgen)
- 2011–2012: Esperanza del corazón (Fernsehserie, 144 Folgen)
- 2011–2014: Como dice el dicho (Fernsehserie, fünf Folgen)
- 2015–2016: Bajo el mismo cielo (Fernsehserie, 120 Folgen)
- 2017: Milagros de Navidad (Miniserie, eine Folge)
- 2017: Me gusta, pero me asusta
- 2018: Wir sind Champions (Campeones)
- 2019: Der Club (El Club, Fernsehserie, 25 Folgen)
- 2020–2022: Dunkle Leidenschaft (Fernsehserie, 33 Folgen)
- 2020: Jemand muss sterben (Miniserie, 3 Folgen)